# كاتول منديس
كاتول منديس (22 مايو 1841 - 9 فبراير 1909)، هو شاعر وكاتب مسرحي وروائي فرنسي غزير الإنتاج، اشتهر بارتباطه بالبارناسيين، مجموعة من الشعراء الفرنسيين الذين دافعوا عن فن رسمي منظم من أجل الفن كرد فعل على انعدام الشكل الرومانسية.

## حياته
ولد منديس في مدينة بوردو بفرنسا يوم 22 مايو 1841، هو من أصل يهودي برتغالي، بعد الطفولة والمراهقة في مدينة تولوز، وصل إلى باريس عام 1859م وسرعان ما أصبح أحد أتباع الشاعر تيوفيل غوتيه.

## الحياة الشخصية
في عام 1866م، تزوج جوديث غوتييه الابنة الصغرى لمعلمه تيوفيل غوتيه. سرعان ما انفصلا، وفي عام 1869م بدأ يصاحب يعيش مع الملحنة أوغوستا هولمز التي أنجب منها خمسة أطفال، من بينهم:
- هوغيت منديس (1871–1964)
- كلودين منديس (1876-1937)
- هيليون منديس (1879-1955)

انفصل الزوجان في عام 1886، وتزوج لاحقًا من الشاعرة جين نيت.

## وفاته
في وقت مبكر من صباح يوم 8 فبراير 1909، تم اكتشاف جثة منديس في نفق السكك الحديدية في سانت جيرمان أون لي. كان قد غادر باريس بحلول منتصف الليل بالقطار في اليوم السابع، ومن المفترض أنه، معتقدًا أنه وصل إلى المحطة، فتح باب مقصورته بينما كان لا يزال في النفق، على الرغم من أن بعض كتاب السيرة اقترحوا الانتحار. تم دفن جثته في مقبرة مونبارناس.